# Хроместезия

Клавиатура, отображающая синестетические
связи «нота-цвет». Обратите внимание, что цвета ощущаются только во время
звучания ноты и на клавиатуре пианино они не располагаются.

Хроместезия (фонопсия, акустико-цветовая синестезия, «цветной слух») — тип синестезии, при котором слышимые звуки автоматически и непроизвольно вызывают образы цвета. В этой статье, с целью устранения неоднозначности, при описании хроместезии будут использоваться ссылки на термины, обозначающие синестетические стимул и реакцию и используемые для описания других форм синестезии. Вследствие того, что звук, будучи синестетическим стимулом, вызывает ощущение цвета, который является синестетической реакцией, хроместезию более точно можно определить как акустико-цветовую синестезию. Люди с акустико-цветовой синестезией осознают свои синестетические цветовые ощущения/восприятие в повседневной жизни. Синестеты, которые воспринимают цвета при прослушивании музыки, испытывают ощущения цвета в дополнение к обычным слуховым ощущениям, которые могут возникать у среднестатистического человека. То есть ощущение синестетического цвета является дополнительным и не перекрывает реальную воспринимающую модальность. Как и при других разновидностях синестезии, люди с акустико-цветовой синестезией испытывают синестетические ощущения спонтанно и без усилий, таким образом, что человек учится принимать это как обычное явление в пределах своей сферы опыта.

## Индивидуальная дисперсия
Цветовые чувственные проекции, то есть ощущение того, какой цвет будет связан с каким звуком, тоном, высотой, или тембром высоко идиосинкразийны (своеобразны), но в большинстве случаев последовательны во времени. Люди с синестезией испытывают абсолютно уникальные цветовые смешения и сочетания. Тем не менее, все проведенные на сегодняшний день исследования сообщают, что синестеты и несинестеты воспринимают высокочастотные звуки в более светлых и ярких тонах, а низкочастотные звуки — в более тёмных тонах, что указывает на возможность существования некоего общего механизма, лежащего в основе ассоциаций, присутствующих в мозге нормального взрослого человека.
Как и в других вариантах синестезии, акустико-цветовая синестезия может быть разделена на группы в зависимости от того, каким образом ощущается цвет. Тех людей, которые «видят» или воспринимают цвет как бы во внешнем пространстве, часто называют «проекторами», а тех, которые воспринимают цвет мысленным взором, часто называют «ассоциаторами», но эти понятия могут быть неправильными и вводящими в заблуждение в плане понимания истинной природы ощущений. Для большинства синестетов это состояние не является полностью сенсорным/перцепционным.
У отдельных людей синестезия вызывается только звуками речи, в то время как синестезия других может быть вызвана всеми известными слуховыми раздражителями. В исследовании следственной изменчивости внутри разных категорий синестезии 40 % испытуемых, обладающих синестезией, в отношении устной речи заявили, что тембр голоса, акцент и просодия оказывают влияние на синестетическую реакцию, в то время как несколько человек сообщили, что громкость или скорость речи имеет некоторое влияние. Вместе с этими испытуемыми многие доложили, что эмоциональная окраска речи говорящего может повлиять на синестетический цвет, но только двое сообщили, что их собственное настроение оказывает влияние. В данном исследовании среди участников категории «синестезия и музыка» 75 % испытуемых сообщили, что ощущают синестетическую реакцию, только когда слышат игру отдельными нотами. Когда был задан вопрос, возможно ли добровольно контролировать синестетическую реакцию, только 33 % участников указали на возможность подавить, игнорировать или намеренно пробуждать свои ощущения без особых усилий. На синестетический стимул как фактор, оказывающий влияние, обратили внимание 59 % участников. Другие имеющие значение факторы включали уровень концентрации, усталость, сонливость, лихорадку, эмоции и воздействие психоактивных веществ, таких как кофеин или алкоголь.
Акустико-цветовая синестезия является гораздо более распространённой, нежели цвето-акустическая синестезия, хотя имеются сведения о случаях, когда звуки и цвета активируются в двух направлениях. Один человек, JR, видит цвета, когда она слышит звуки, а также слышит звуки, когда видит цвета. Этот тип синестезии очень сильно мешает ей в повседневной жизни. Ощущения этой женщины были весьма последовательны в течение долгого времени, но чувственные проекции необязательно будут постоянными в любом направлении.
Существует эффект семантической опосредованности для некоторых лиц с акустико-цветовой синестезией. Одна испытуемая произвольно наиграла ноты на синтезаторе и отметила цветовые ощущения. Когда синтезатор был перенесён без её ведома, она сообщила об идентичных цветовых ассоциациях с нотами, которые, как она была уверена, слышала, вместо того, чтобы сказать об абсолютных высотах нот.

## Исследования
Точный механизм, благодаря которому существует синестезия, до сих пор не определён. Учитывая то, что употребление галлюциногенных препаратов может вызвать синестезию сроком до одного часа, а также и то, что и синестеты, и несинестеты соответствующие звуки окрашивают непроизвольным образом, некоторые исследователи утверждают о разумности предположения, что синестетический опыт использует уже существующие пути, которые присутствуют в нормальном мозге. Причинность синестезии также неясна на данный момент, хотя доказательства указывают на генетическую предрасположенность. Синестезия, как известно, явление наследственное, хотя условием в семье может представляться и идиосинкразия. Кроме того, синестезия может пропустить поколение. Однако существование случаев монозиготных близнецов, где только один из них получил синестезию, указывает на возможность вовлечения дополнительных факторов. Различия между синестетическим мозгом и несинестетическим могут отражаться в участках мозга с непосредственной (структурно-функциональной) связью между исключительно зрительными или исключительно слуховыми анализаторами, или эти различия могут отражать проводящие пути, присутствующие в любом мозге и обеспечивающие обратную связь от многофункциональных слухо-зрительных областей к зонам исключительно зрительного анализа.

### Теория кросс-активации
Теория кросс-активации в синестезии была сформулирована индийским неврологом В. С. Рамачандраном и его учеником Э. М. Хаббардом на основе весомых свидетельств, полученных в ходе исследования разнообразных форм синестезии, утверждающих, что сенсорные области, отвечающие за обработку реальности и синестетической информации, как правило, являются соседними участками мозга. Это наиболее прослеживается в графемно-цветовой синестезии, потому что участки мозга, отвечающие за обработку цвета и визуальную обработку словоформ, являются смежными. Лица с акустико-цветовой синестезией демонстрируют активацию зон мозга, участвующих в обработке зрительной информации, таких как зона V4, сразу вслед за восприятием слуховой информации, что указывает на автоматическое связывание звуков и цветов. Причина такой кросс-активации остается пока не ясной, но имеется одна гипотеза, утверждающая, что увеличение связей между смежными участками мозга обусловлено сокращением обратных нейронных связей (как процесса прунинга) в детстве.

### Расторможенная модель обратной связи
Расторможенная модель обратной связи обеспечивает альтернативу теории кросс-активации. Расторможенная модель обратной связи отвергает предположение о повышенной связности у синестетов и предполагает, что кросс-активация обусловлена уменьшением ингибирования в нейросетях, существующих в мозге нормального взрослого человека. Расторможенность обратной связи может объяснить тот факт, что акустико-цветовая синестезия может быть приобретена путём повреждения ретино-кортикальных путей.
Прямые нейронные связи, в которых сходятся сигналы от различных путей, всегда обладают обратными связями. У большинства людей такие обратные связи в достаточной степени ингибируются во избежание синестетической стимуляции параллельных каналов восприятия. Предполагается, что у синестетов передача сигналов прямой связи в стимулируемых путях может активировать нейроны, в которых сходится передача сигналов как от синестетического стимула, так и от синестетической реакции, и передача сигналов обратной связи может распространяться вниз по путям, передающим сигналы синестетической реакции таким образом, что активируется параллельное представление. В соответствие с этим механизмом, активность прямой связи в результате действия синестетического стимула приводит к активации обратной связи в параллельном канале восприятия.

### Вовлечение специфических участков мозга
В дополнение к мысли о высокой степени межсетевого взаимодействия в синестезии, необходимо упомянуть об очевидной роли нижней теменной коры во время синестетических переживаний, возможно выступающей в качестве механизма, связывающего реальные и синестетические восприятия в одно переживание. Активация теменной доли наиболее очевидна, когда синестет сосредотачивается на синестетическом переживании.
Исследования функциональной магнитно-резонансной томографии также выявили, что левая верхняя височная борозда вовлечена в интеграцию слуховой и визуальной информации. Этот участок мозга наиболее сильно реагирует на конгруэнтные пары визуальной и слуховой информации, такие как совпадающие движения губ и слышимая речь.

### Предвзятость, продиктованная жесткостью принятых терминологических определений
Литература содержит несколько противоречивые предположения относительно критериев определения синестезии, которые, в свою очередь, могут приводить к предвзятости выбора предметов исследования и интерпретации результатов. Синестезия давно была описана как «слияние чувств», или как своего рода «межсенсорное» взаимодействие. Однако такое состояние не является исключительно чувственным/основанном на восприятии для всех индивидуумов, обладающих синестезией. Хотя такое описание синестезии является применимым для неспециалистов, оно не должно быть истолковано в буквальном смысле и использоваться в качестве критериев отбора для научных исследований.
Другим часто используемым определяющим признаком для синестезии стало утверждение, что синестетические чувственные проекции неизменны с течением времени. Это, как правило, определяется путём тестов, при которых люди сообщают о тех же самых цветах дважды с интервалом в несколько месяцев между первым тестом и повторным. Такое постоянство было описано как настолько основополагающее для синестезии, что тест на постоянство стал поведенческим «золотым стандартом» для определения подлинности такого состояния и выбора предмета исследования. Это создает циклическое смещение, при котором практически все субъекты исследования, демонстрирующие высокую степень постоянства во времени, были выбраны в качестве таковых. При том, что постоянство в некоторой степени может быть характеристикой синестезии, встречаются индивидуумы, которые соответствуют всем критериям синестезии, но сообщают, что их синестетические ощущения никогда не оставались постоянными с течением времени.
Ещё одним заблуждением в определении характеристики синестезии явилось то, что синестетические реакции протягиваются в пространство, и люди должны быть в состоянии указать на пространственное расположение, в котором возникает реакция. В случае хроместезии (фонопсии), те, кто переживает цветовые фотизмы от прослушивания музыки, могут часто описывать направление движения этих фотизмов. В то время как большинство синестетов испытывают в синестетических ощущениях пространственное качество, существует много и таких, которые сообщают об отсутствии такового.
В дополнение к определениям включающих/исключающих критериев в исследовании синестезии, предвзятость самоотчёта, вероятно, также актуальна для многих исследований. В таком самоотчёте предвзятость, если она существует, укоренит себя, поскольку такое условие станет определяющим в тех случаях, которые известны, а не в тех, которые остаются скрытыми. Это является существенным, потому что многие индивидуумы, обладающие синестезией, могут исключить себя из числа синестетов, основываясь на неполном соответствии предписанным определяющим критериям. И это значительно настолько, что синестеты имеют ограниченную способность дифференцировать свои ощущения от ощущений несинестетов.
Возможное разрешение этих вопросов будет заключаться в определении синестезии на неврологической основе. Объединяющая нейробиологическая причина до сих пор не найдена, но если она существует, она поможет расширить наши знания и сообщит о направлениях, в которых поведенческое определение может иметь иное значение.

## Связанные когнитивные признаки
Доля синестетов среди творческих людей примерно в два раза выше, чем в общей популяции. Творческие люди, обладающие синестезией, склонны выбирать такие формы искусства, где они могут извлечь пользу от своей формы синестезии. Так, люди с акустико-цветовой синестезией более склонны играть на музыкальных инструментах.
Тем не менее, музыкальный опыт не помогает умению последовательно сопоставлять цвета и ноты. Исследования показали, что вопреки естественным ожиданиям обладание абсолютным слухом увеличивает местное отклонение комбинационной способности. Одним из возможных объяснений этому может служить утверждение, что вследствие того, что абсолютный слух является случайной ошибкой, иногда неправильно предполагаемые названия нот могут конкурировать с цветом, вызываемым высотой звука в конкретном исследовании. Другая возможность состоит в том, что люди с абсолютным слухом могут подразделять для себя высоту звуков на более узкие категории, чем обычные люди, вводя большее количество категорий внутри границ между различными тонами.